# آکاسیای ابتوسیفلیا
آکاکیا ابتوسیفلیا (نام علمی: Acacia obtusifolia) نام یک گونه از سرده  آکاسیا است.